# Tyr (fictief land)

De vlag van Tyr

Tyr is een fictieve natie in de veertiendelige fantasyserie Het Rad des Tijds, geschreven door Robert Jordan.
In het noorden wordt de natie door Cairhien begrensd, in het westen door aartsvijand Illian, in het zuiden door de Zee der Stormen en ten slotte in het oosten door de Rug van de wereld, de kleine staat Mayene, en via de Verdronken Landen tevens door de Aielwoestenij.
Tyr heeft als hoofdstad de gelijknamige stad Tyr waar de legendarische burcht de Steen van Tyr, met daarin het magische zwaard Callandor, staat. Volgens de Voorspelling van de Draak kan de burcht alleen vallen voor de ware Herrezen Draak, een Geleider.
Tyr wordt bestuurd door een 6 à 20 hoogheren, ze komen elk jaar samen in het Hart van de Steen, de plaats waar het Sa'angreaal Callandor zich bevindt. De Hoogheren willen koste wat het kost vermijden dat de Steen valt en hebben zo een grote angst voor de ene kracht gekregen. In Tyr is er een wet dat elke geleider naar Tar Valon moet gestuurd worden (zoals met Siuan Sanche is gebeurd). Vreemd genoeg is er in de Steen een grote hoeveelheid Ter'angrealen samengebracht om het ene Sa'angreaal dat ze niet kunnen verwijderen te verbergen.
De Tyreners waren het eerste volk dat Rhand Altor volgde nadat hij samen met de Aiel de Steen van Tyr innam, en mede door hun hulp zijn Cairhien en Illian gevallen. Later wordt de Steen van Tyr nog door opstandige edelen belegerd, maar wordt voor Rhand Altor behouden.
Aiel-woestijn · Altara · Amadicia · Andor · Arad Doman · Arafel · Cairhien · Eilanden van het Zeevolk · Falme · Geldan · Illian · Kandor · Land van de Waanzinnigen · Malkier · Mayene · Morland · Saldea · Seanchan · Shara · Shienar · Tarabon · Tar Valon · Tyr · de Verwording